# 丁二腈
丁二腈是一种腈，化学式为C2H4(CN)2。它是无色固体，在57 °C（330 K）熔化。

## 制备与性质
丁二腈可以由丙烯腈和氰化氢的加成反应制备，反应的催化剂可以选用三乙胺。
CH2=CHCN  +  HCN  →  NCCH2CH2CN
丁二腈的氢化反应可以生成丁二胺。

## 用途
丁二腈添加至含锂电解液中，可以增加电解液的性能。